# Hochheide (Duisburg)
Hochheide ist ein linksrheinischer Stadtteil von Duisburg und Teil des Stadtbezirks Homberg/Ruhrort/Baerl mit 15.681 Einwohnern (Stand: 31. Dezember 2023) und einer Fläche von 320 ha. Der Stadtteil ist eng verbunden mit dem Stadtteil Alt-Homberg im Osten und geht siedlungstechnisch ohne erkennbare Grenze in die Stadt Moers im Westen über.

## Geschichte

### 18. und 19. Jahrhundert
Historisch wurde der Weiler Hochheide erstmals 1787 erwähnt (eine Bauerschaft  mit 52 Einwohnern). Das Gebiet, zuvor zur Grafschaft Moers gehörend, war zwischen 1794 und 1814 von Frankreich annektiert und gehörte danach zum Königreich Preussen, zur Rheinprovinz und innerhalb dieser ab 1857 zum Kreis Moers. Den größten Teil des Hochheider Gebiets machte der Homberger Busch aus, eine bewaldete, durch Flugsand entstandene Hochfläche. 1828 ersteigerte der Industrielle Franz Haniel das Gebiet, das ab 1837 gerodet und für die Landwirtschaft genutzt wurde. 1841 entstand die Homberger/Moerser Straße, um die auf heutigem Moerser Stadtgebiet (damals Hochstraß und Utfort) und in Essenberg geförderte Kohle der Zeche Rheinpreußen zu vermarkten.
Die Einwohnerzahl wuchs durch die Anwerbung von Arbeitskräften für die Zeche von 115 im Jahre 1834 auf 1028 im Jahre 1875 und 12.509 im Jahre 1905. Hochheide vereinigte sich mit Alt-Homberg und Essenberg 1907 zu einer Gemeinde und bildete bis 1975 die Stadt Homberg am Niederrhein.

### 20. Jahrhundert

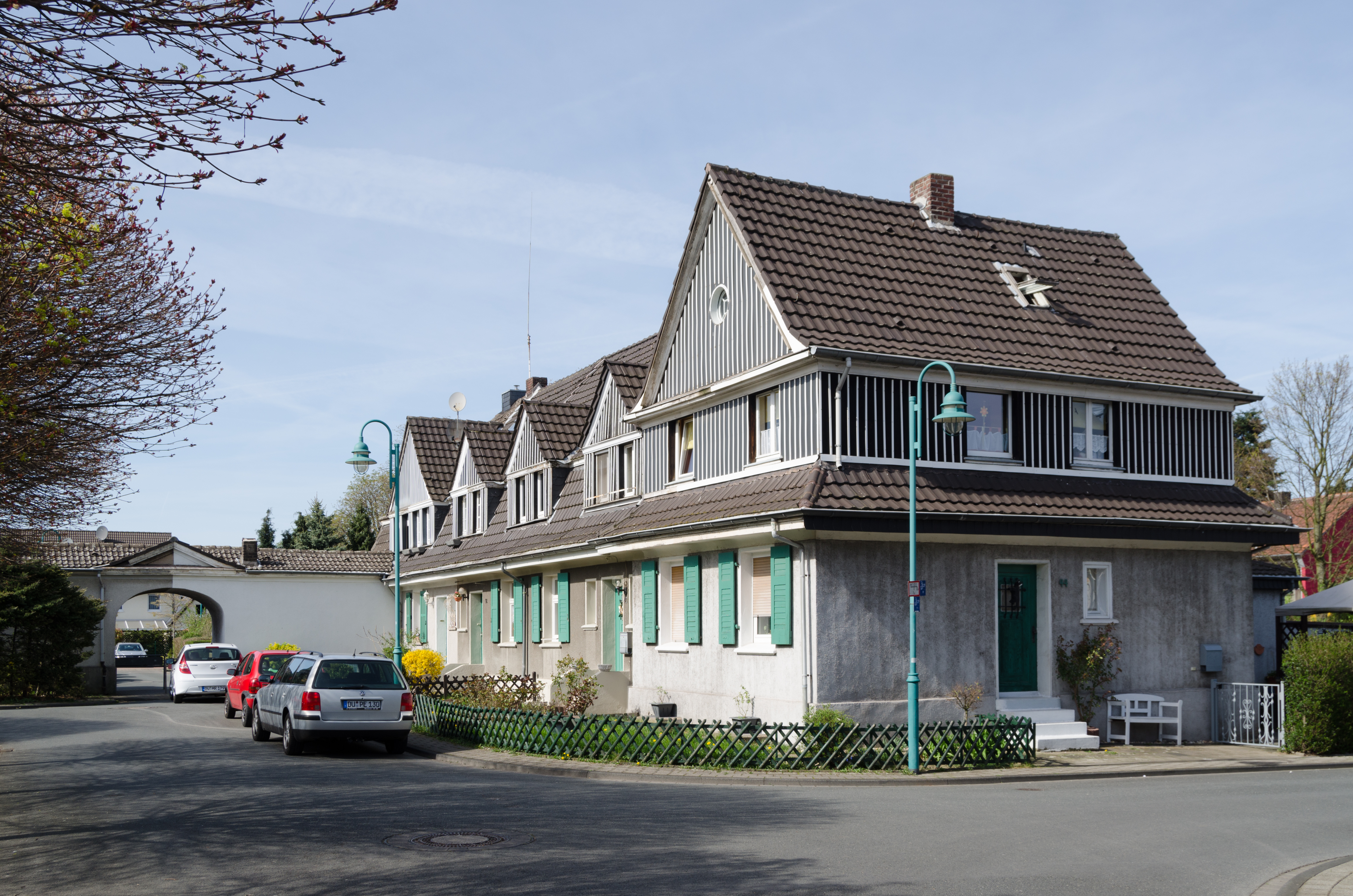
Siedlung Johannenhof

Sprengung des ersten Weißen Riesen am 24. März 2019

Zu Beginn des 20. Jahrhunderts wurden durch die Zeche Rheinpreußen umfangreiche Zechenkolonien, die Siedlung Rheinpreußen und die Beamtensiedlung Johannenhof errichtet. Beide gehören heute zur Route der Industriekultur.
In den 1970er Jahren wurde mit Mitteln der Städtebauförderung die Großwohnsiedlung Weiße Riesen (ehem. „Kun-Hochhäuser“), gebaut. Sie besteht aus sechs 20-stöckigen Hochhäusern, für die ein großer Teil der historischen Bergarbeiter-Siedlung Rheinpreußen abgerissen wurde. Die Mietpreise sind sehr günstig, was zu einem vermehrten Zuzug sozial schwacher Bürger geführt hat. Der Ausländeranteil liegt bei 28,1 Prozent und die Arbeitslosen-Quote bei über 30 Prozent.
Bereits 2003/2006 wurden zwei Hochhäuser aufgrund technischer Mängel und unterlassener Instandhaltung entmietet und geräumt.
Nach beträchtlichen Schwierigkeiten hat die Stadt Duisburg diese mittlerweile erworben und zurückbauen lassen. Der Weiße Riese Friedrich-Ebert-Straße 10–16 wurde im März 2019 gesprengt. Am 5. September 2021 folgte die Sprengung des Gebäudes Ottostraße 24–30. Weitere Maßnahmen, wie die Einrichtung eines Stadtparks, sind geplant und ebenfalls durch Fördermittel des Landes finanziert.

## Persönlichkeiten von Hochheide (Duisburg)
- Karl Josef Weiler (1901–1939), Beamter, Jurist, NS-Funktionär und Landrat